# Eulophota
Eulophota é um gênero de mariposa pertencente à família Crambidae.